# HT Tatran Prešov
Le  Handball Team Tatran Prešov  est un club de handball basé à Prešov en Slovaquie. C'est le club le plus titré du pays.

## Historique
L’équipe de handball naît en 1952 au sein du club omnisports ČSSZ Prešov, fondé en 1898 sous le nom de ETVE Prešov (en hongrois : Eperjesi Torna és Vivó Egyesület, Association de gymnastique et d’escrime de Prešov). Dès 1953, le club est connu sous le nom de DŠO Tatran Prešov, puis de TJ Tatran Prešov de 1960 à 1989.
Après des problèmes financiers à la fin des années 1990, le club repart en 2001 sous le nom de ŠK Farmakol Tatran Prešov. Il domine le handball slovaque depuis le début des années 2000.

## Palmarès
Compétitions nationales tchécoslovaques
- Championnat de Tchécoslovaquie
  - Vainqueur (3) : 1969, 1971, 1993
  - Deuxième : 10 fois
- Coupe de Tchécoslovaquie
  - Vainqueur (4) : 1971, 1974, 1975, 1976
  - Finaliste (1) : 1981
- Coupe de la République socialiste slovaque
  - Vainqueur (7) : 1971, 1974, 1975, 1976, 1978, 1981, 1982

Compétitions nationales slovaques
- Championnat de Slovaquie
  - Vainqueur (19) : 2004, 2005, 2007, 2008, 2009, 2010, 2011, 2012, 2013, 2014, 2015, 2016, 2017, 2018, 2019, 2021, 2022, 2024, 2025
  - Deuxième (4) : 1994, 2003, 2006, 2023
  - Troisième (2) : 1995, 1999
- Coupe de Slovaquie
  - Vainqueur (18) : 2002, 2004, 2005, 2007, 2008, 2009, 2010, 2011, 2012, 2013, 2014, 2015, 2016, 2017, 2018, 2020, 2023, 2024
  - Finaliste (5) : 1994, 2003, 2010 rés., 2019, 2025
- Championnat tchéco-slovaque (Handball International League, 2000-2005) (1) : 2004
- Supercoupe tchéco-slovaque (1) : 2004

Compétitions transnationales
- Demi-finaliste de la Ligue SEHA en 2012 et 2014

### Saison par saison
| Saison    | Division (Niveau) | Championnat | Championnat | Championnat | Championnat | Championnat | Championnat | Championnat | Championnat | Championnat | Championnat | Coupe de Slovaquie | Entraîneur |
| Saison    | Division (Niveau) | Class.      | Pts         | M           | V           | N           | D           | Bp          | Bc          | Diff.       | Play-off    | Coupe de Slovaquie | Entraîneur |
| --------- | ----------------- | ----------- | ----------- | ----------- | ----------- | ----------- | ----------- | ----------- | ----------- | ----------- | ----------- | ------------------ | ---------- |
| 2008-2009 | Extraliga         | 1er / 8     | 56 pts      | 28          | 28          | 0           | 0           | 1011        | 733         | +278        | Vainqueur   | Vainqueur          |            |
| 2009-2010 | Extraliga         | 1er / 7     | 45 pts      | 24          | 22          | 1           | 1           | 1011        | 733         | +278        | Vainqueur   | Vainqueur          |            |
| 2010-2011 | Extraliga         | 1er / 7     | 43 pts      | 24          | 21          | 1           | 2           | 896         | 711         | +185        | Vainqueur   | Vainqueur          |            |
| 2011-2012 | Extraliga         | 1er / 7     | 34 pts      | 20          | 17          | 0           | 3           | 672         | 536         | +136        | Vainqueur   | Vainqueur          |            |
| 2012-2013 | Extraliga         | 1er / 9     | 57 pts      | 32          | 27          | 3           | 2           | 1175        | 857         | +318        | Vainqueur   | Vainqueur          |            |
| 2013-2014 | Extraliga         | 1er / 11    | 60 pts      | 30          | 30          | 0           | 0           | 1231        | 811         | +420        | -           | Vainqueur          |            |
| 2014-2015 | Extraliga         | 1er / 10    | 55 pts      | 28          | 27          | 1           | 0           | 1109        | 698         | +411        | -           | Vainqueur          |            |
| 2015-2016 | Extraliga         | 1er / 9     | 48 pts      | 28          | 26          | 0           | 2           | 866         | 665         | +201        | -           | Vainqueur          |            |
| 2016-2017 | Extraliga         | 1er / 10    | 53 pts      | 28          | 26          | 1           | 1           | 992         | 664         | +328        | -           | Vainqueur          |            |
| 2017-2018 | Extraliga         | 1er / 10    | 48 pts      | 28          | 23          | 2           | 3           | 992         | 621         | +371        | -           | Vainqueur          |            |
| 2018-2019 | Extraliga         | 1er / 10    | 48 pts      | 28          | 24          | 0           | 4           | 953         | 661         | +292        | -           | Finaliste          |            |
| 2019-2020 | Extraliga         | 1er / 9     | 29 pts      | 16          | 14          | 1           | 1           | 512         | 347         | +165        | -           | Vainqueur          |            |

## Personnalités liées au club
Parmi les joueurs ayant évolué au club, on trouve :
- Radoslav Antl (en) : de 2004 à 2005 et de 2009 à 2016
- Anouar Ben Abdallah : de 2020 à 2021
- Vasja Furlan : de 2014 à 2016
- Jakub Hrstka : de 2011 à 2019
- Jihed Jaballah : de 2020 à 2021
- Dainis Krištopāns : de 2009 à 2015
- Dominik Krok : de 2010 à 2023
- Peter Kukučka : de 2003 à 2005
- Žarko Pejović : de 2011 à 2014
- Olivier Rábek : de 2012 à 2023
- Jan Sobol : de 2010 à 2011 et de 2012 à 2013
- Richard Štochl  : de 1994 à 1998
- Martin Straňovský : de 2018 à 2020

Parmi les entraîneurs du club, on trouve :
- Slavko Goluža : de 2017 à décembre 2021
- Radoslav Antl (en) : de 2021 à 2022